# Saint-Romain-sous-Versigny
Saint-Romain-sous-Versigny é uma comuna francesa na região administrativa de Borgonha-Franco-Condado, no departamento de Saône-et-Loire. Estende-se por uma área de 17,73 km². Em 2010 a comuna tinha 88 habitantes (densidade: 5 hab./km²).